# Sołtmany (jezioro)
Sołtmany lub Soltmany – jezioro w Polsce w województwie warmińsko-mazurskim, w powiecie giżyckim, w gminie Kruklanki.

## Położenie

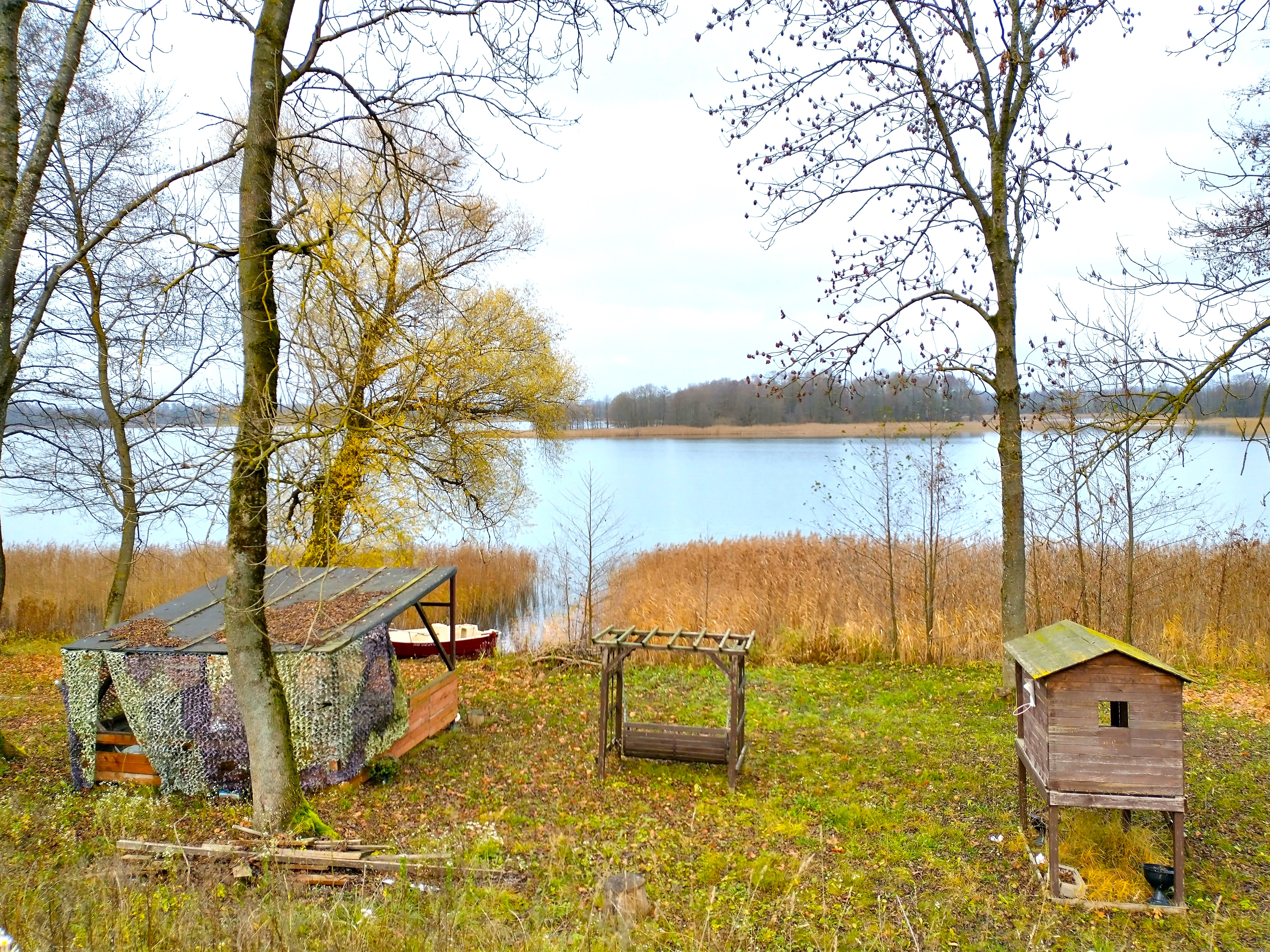
Widok ze wsi Sołtmany

Jezioro leży na Pojezierzu Ełckim, w mezoregionie Wielkich Jezior Mazurskich, w dorzeczu Sapina–Węgorapa–Pregoła. Znajduje się około 15 km w kierunku wschodnim od Giżycka. Na południowym brzegu położona jest wieś Sołtmany. Przez zbiornik wodny przepływa rzeka Sapina – odpływ do jeziora Żywki i Kruklin oraz dopływ z jeziora Żywy znajdują się w części północno-zachodniej.
Linia brzegowa jest średnio rozwinięta. Dno twarde, gdzieniegdzie muliste. Na jeziorze położone są cztery wyspy: trzy w części środkowej i jedna, najmniejsza, przy północno-zachodnim krańcu. Ich łączna powierzchnia to 1,4 ha. Brzegi są wysokie, miejscami strome, z wyjątkiem obu krańców jeziora, gdzie są niskie i płaskie. Stoki ławicy strome w okolicy zachodniego brzegu.
Zgodnie z typologią abiotyczną zbiornik wodny został sklasyfikowany jako jezioro o wysokiej zawartości wapnia, o dużym wypływie zlewni, stratyfikowane, leżące na obszarze Nizin Wschodniobałtycko-Białoruskich (6a).
Jezioro leży na terenie obwodu rybackiego jeziora Kruklin w zlewni rzeki Węgorapa – nr 7, jego użytkownikiem jest Polski Związek Wędkarski. Objęte jest strefą ciszy. Znajduje się na terenie Obszaru Chronionego Krajobrazu Krainy Wielkich Jezior Mazurskich o łącznej powierzchni 85 527,0 ha.

## Morfometria
Według danych Instytutu Rybactwa Śródlądowego powierzchnia zwierciadła wody jeziora wynosi 180,0 ha. Średnia głębokość zbiornika wodnego to 5,5 m, a maksymalna – 12,5 m. Lustro wody znajduje się na wysokości 130,4 m n.p.m. Objętość jeziora wynosi 9946,0 tys. m³. Maksymalna długość jeziora to 2600 m a szerokość 1040 m. Długość linii brzegowej wynosi 8450 m.
Inne dane uzyskano natomiast poprzez planimetrię jeziora na mapach w skali 1:50 000 według Państwowego Układu Współrzędnych 1965, zgodnie z poziomem odniesienia Kronsztadt. Otrzymana w ten sposób powierzchnia zbiornika wodnego to 173,5 ha, a wysokość bezwzględna lustra wody – 130,2 m n.p.m.

## Przyroda
W skład pogłowia występujących ryb wchodzą m.in. sandacz, szczupak, leszcz, płoć i sieja. Roślinność przybrzeżna niezbyt rozwinięta, głównie trzcina, na północy i wschodzie również pałka wąskolistna. Wśród roślinności zanurzonej przeważa rogatek i wywłócznik.